# Războiul elitelor
Războiul elitelor (titlu original Uplift War) este un roman science fiction de David Brin prima oară publicat în 1987. Este a treia carte din cele șase care au acțiunea stabilită în Uplift Universe - ro. Seria Uplift (precedat de Startide Rising și urmat de Brightness Reef). Romanul a fost nominalizat pentru premiul Nebula pentru cel mai bun roman în 1987 și a câștigat premiul Hugo și Locus.
A fost tradusă de Aurel Cărășel și publicată în 1998 la Editura Pygmalion în Colecția Cyborg nr. 29-30.

## Povestea
În urmă cu 50.000 de ani, planeta Garth a fost închiriată rasei Bururalli care aproape i-a distrus ecosistemul său datorită vânării la scară planetară a tuturor speciilor indigene mai mari. Civilizația galactică, sensibilă din punct de vedere ecologic, i-a ucis pe toți membrii rasei Bururalli, i-a retrogradat pe patronii lor, Nahalli, și a început sa lucreze pentru a păstra și repara ecosfera rămasă pe Garth.
Cu câteva decenii înainte de începerea romanului, Clanul terestru dobândește contractul de închiriere a planetei Garth, în schimbul asistenței experților umani în recuperarea biosferei. Rasa Z'Tang a finalizat un studiu ecologic înainte ca planeta să treacă în mâna omului.